# Johan Sylvan

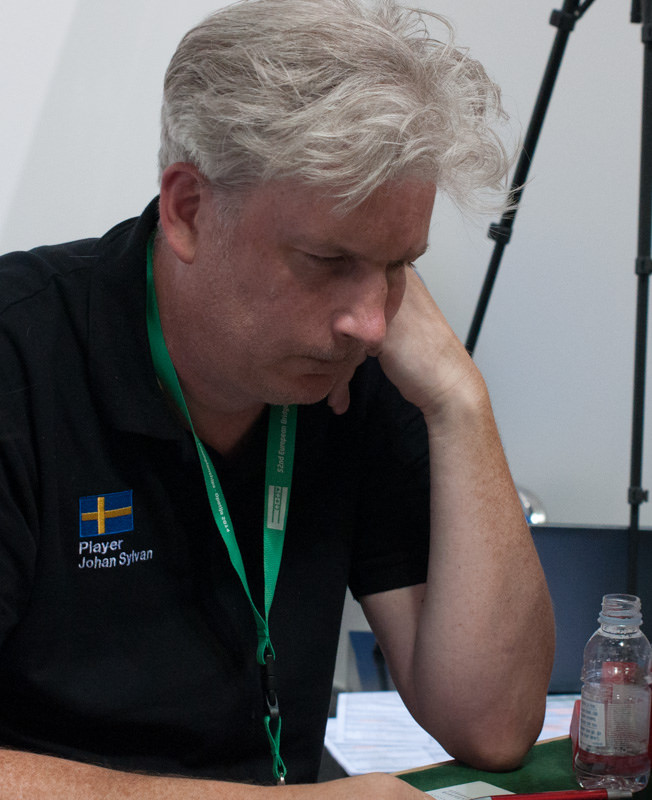
Johan Sylvan

Johan Christian Sylvan, född 1960, är en svensk bridgespelare. Han var en av de sex spelare som utgjorde det landslag som vann silver i Bridge-VM, även kallat Bermuda Bowl, 2016.
Han tillhörde också landslaget de år Sverige kom tvåa i EM 2004 och 2016 och har vunnit 4 SM-lag-guld.